# Marcel Foucret
Marcel Pierre Foucret (* 28. November 1904 in Paris; † 22. Dezember 1975 ebenda) war ein französischer Autorennfahrer.

## Karriere als Rennfahrer
Marcel Foucret startete 1932 mit seinem jüngeren Bruder Paul beim 24-Stunden-Rennen von Le Mans. Sie fuhren den Mercedes-Benz SSK von Henri Stoffel, der mit diesem Wagen im Jahr davor mit Boris Iwanowski den zweiten Gesamtrang erreicht hatte. Beim Einsatz der Foucret-Brüder fiel der Wagen nach 22 Runden wegen eines Zylinderschadens aus.

## Statistik

### Le-Mans-Ergebnisse
| Jahr | Team          | Fahrzeug          | Teamkollege  | Platzierung | Ausfallgrund    |
| ---- | ------------- | ----------------- | ------------ | ----------- | --------------- |
| 1932 | Henri Stoffel | Mercedes-Benz SSK | Paul Foucret | Ausfall     | Zylinderschaden |